# Famille Pinczon du Sel
La famille Pinczon du Sel est une famille subsistante de la noblesse française, anoblie en 1476, originaire de Bretagne.

## Histoire
La famille Pinczon est originaire de l'actuel département d'Ille-et-Vilaine en Bretagne. Selon Henri Frotier de La Messelière, les Pinczon étaient seigneurs des Monts, du Sel, de La Gaillardière, de L'Oiselière, des Hurlières, de la Fontaine, de la Douënelière, du Portal, du Plessis-Bonenfant, de La Haultais, des Corbinières, de La Fillochaye, de La Bosse et d'autres lieux.
La famille Pinczon du Sel a été anoblie en 1476, par le Comte Mauve, régent du roi, reconnue noble en 1513, maintenue noble d'extraction en 1668,,.

## Personnalités
- Julien-Joseph Pinczon du Sel (1712-1781), industriel de la toile, économiste et polémiste.
- Pauline Pinczon du Sel (1752-1820), religieuse, refondatrice de la Congrégation des Sœurs de Saint-Thomas de Villeneuve.
- Jean-Marie Pinczon du Sel (1914-1939), lieutenant de l'Armée de l'Air, pilote d'avion de reconnaissance, mort pour la France à Kaiserlautern (Allemagne), au cours d'un combat aérien, le 16 octobre 1939. La promotion 1939 de l'École de l'Air porte son nom.

### Autres membres
- Pierre Pinczon, anobli en 1476[3].
- Henri-René Pinczon du Sel (v.1715-1734), officier tué au siège de Philippsbourg.
- Vincent-Paul Pinczon du Sel (1719-1790), capitaine major d'infanterie, chevalier de Saint-Louis, frère de Julien-Joseph.
- Joseph-Auguste Pinczon du Sel (1754-1794), lieutenant des maréchaux de France, puis aventurier et gérant d'entreprises, fils de Vincent-Paul et frère de Pauline.
- Thomas-Paul-Marie Pinczon du Sel (1812-1882), vice-président du conseil de préfecture d'Ille-et-Vilaine en 1874, chevalier de la Légion d'honneur.
- Thomas-Marie Pinczon du Sel (1838-1902), ancien combattant de la légion d'Antibes, chevalier de la Légion d'honneur, chevalier de l'ordre de Saint-Grégoire-le-Grand.
- Olivier-Marie-Auguste Pinczon du Sel (1871-1914), capitaine au 109e régiment d'infanterie, mort pour la France le 19 août 1914 dans la bataille des Vosges.
- Xavier-Paul-Marie-Joseph Pinczon du Sel (1894-1918), sergent téléphoniste au 130e régiment d'infanterie, mort pour la France le 9 octobre 1918, à Bussy-le-Château, dans la Marne.
- France Pinczon du Sel, navigatrice, exploratrice, aquarelliste[5].

## Filiation
- Estiennot Pinczon, écuyer dans une montre d'Amaury de Craon en 1412.
  - Jehan Pinczon, bouteiller du duc Jean V de Bretagne.
    - Pierre Pinczon (mort vers 1501), seigneur des Hauts monts, anobli en 1476, ép. Catherine Mellet, dame de Loiselière[3].
      - Jehan Pinczon du Sel (mort vers 1526), secrétaire ordinaire du roi Louis XII en Bretagne en 1500, ép. Raoulette de Paris.
        - Pierre Pinczon du Sel, ép. Andrée de Lessart.
          - Olivier Pinczon du Sel, seigneur de la Gaillardière, arquebusier à cheval de 1569 à 1591, ép. Charlotte Ferron de La Ferronays.
            - Rolland Pinczon du Sel (mort en 1616), seigneur de la Garaudière, ép. Françoise de La Touche.
              - René Pinczon du Sel (1616-1673, seigneur des Monts, ép. Hélène du Val Poutrel[3].
                - François Pinczon du Sel (1645-1728), écuyer, seigneur du Sel, ép. Marguerite de Préauvé puis Elisabeth Duverger, dame de la Gravelle.
                  - René Pinczon du Sel (1685-1743), seigneur du Sel, seigneur des Monts, ép. Apolline de Bégasson de la Lardais.
                    - Julien Pinczon du Sel des Monts (1712-1781), seigneur du Sel des Monts, industriel, fondateur de la Manufacture royale des Toileries de Rennes, économiste et polémiste ; ép. Charlotte le Clerc de la Fontenelle[3].
                      - Pierre Pinczon du Sel (1745-1804), ép. Marie Lemaître.
                        - Pierre-Marie Pinczon du Sel (1795-1848), ép. Nathalie de Saint-Pern.
                          - Louis Pinczon du Sel (1828-1895), qui donne la branche ainée[3].
                          - Érasme Pinczon du Sel (1830-1902); ép. Marie-Julienne de Marnière de Guer.
                            - Bertrand Pinczon du Sel (1876-1913), ép. Guillemette Legué[3].

                    - Vincent-Paul Pinczon du Sel (1719-1790), capitaine, major d'infanterie, ép. Marie Rose Courtoys de La Ville Asselin.
                      - Pauline Pinczon du Sel (1752-1820), religieuse, vénérable, supérieure et fondatrice des Sœurs hospitalières de Notre-Dame de Grâce, de la Congrégation des Sœurs de Saint-Thomas de Villeneuve.
                      - Joseph-Auguste Pinczon du Sel (1754-1794),  lieutenant des maréchaux de France puis aventurier, ép. Ange-Marie Claire de Crécy de Champmillon.
                        - Hippolyte Pinczon du Sel (1785-1856), ép. Thérèse de Mauduit du Plessis[3].
                          - Thomas Pinczon du Sel (1812-1882), ép. Camille de Mauduit du Plessis.
                            - Thomas Pinczon du Sel (1838-1902), ép. Jeanne de Poulpiquet du Halgouët[3].
                              - Jean Marie Thomas Pinczon du Sel (1875-1949), ép. Germaine Le Beschu de Champsavin[6].
                                - Jean-Marie Pinczon du Sel (1914-1939), officier pilote, tué en combat aérien[6].

                          - Auguste Pinczon du Sel (1820-1877), ép. Marie de Montgolfier[3].
                            - Ernestine Pinczon du Sel (1860-1940), ép. Louis Lagrange, officier.
                            - Paul Pinczon du Sel (1873-1908), ép. Elisabeth de Vanssay de Blavous.
                              - Yves Pinczon du Sel (1899-1973), ép. Marie Rouvier.
                              - Auguste Pinczon du Sel[3] (1901-1970), ép. Hélène Astruc.

                          - Adrien Pinczon du Sel (1821-1887), ép. Alix de Castel.
                            - Angèle Pinczon du Sel (1864-1892), ép. Gustave de Place.
                            - Hippolyte Pinczon du Sel (1868-1951), ép. Louise de la Vigne.
                              - Yvonne Pinczon du Sel (1892-1970), ép. Hervé Nouvel de La Flèche[3].
                              - Xavier Pinczon du Sel (mort en 1918), sous-officier mort pour la France[3].
                              - Rolland Pinczon du Sel (1898-1987), ép. Monique de Billeheust d'Argenton puis Monique de Raguenel de Montmorel, père de neuf enfants[3].
                              - Maurice Pinczon du Sel (1903-1975), ép. Marguerite de Massol de Rebetz, puis Michelle de Mellon.
                              - Alix Pinczon du Sel (1908-199?), ép. Pierre Doé de Maindreville.
                              - Ivan Pinczon du sel (1911-1930).

                            - Olivier Pinczon du Sel (1871-1914), ép. Marie Pinczon du sel des Monts.
                              - Annick Pinczon du Sel (1900-1995).
                              - Marie-Thérèse Pinczon du Sel (1902-2001), ép. Edmond Guynot de Boismenu.
                              - René Pinczon du Sel (1903-1961), ép. Marie-Thérèse Faure.
                              - Paul Pinczon du Sel (1905-1967), ép. Marguerite Rouzé.

## Fiefs
- le Sel, les Monts, la Gaillardière, l'Oiselière, les Hurlières, la Fontaine, la Douënelière, le Portal, le Plessis-Bonenfant, la Haultais, les Corbinières, la Fillochaye, la Bosse[4].

## Châteaux et demeures
- Hôtel Pinczon du Sel, hôtel particulier à Rennes, rue Saint-Melaine, datant du milieu du XVIIe siècle, anciennement hôtel de Méjusseaume[7].
- Château des Monts, au Sel-de-Bretagne
- Manoir du Courtillon, à Guichen

## Armes et devise
- D'argent à la croix ancrée de sable, cantonnée de 4 merlettes du même[8].
- Devise : Vite et ferme[8]